# Рокенштуль
Рокенштуль (нем. Rockenstuhl) — коммуна в Германии, в земле Тюрингия, входит в район Вартбург в составе городского округа Гайза. Упразднена в 2009 году.
Население составляет 1353 человека (на 31 декабря 2007 года). Занимает площадь 30,39 км².

## История
31 декабря 2008 года, после проведённых реформ, Рокенштуль вошёл в состав городского округа Гайза. С 6 марта 2009 года, все поселения коммуны Рокенштуль, стали частью городского округа, а сама коммуна была упразднена.

## Галерея

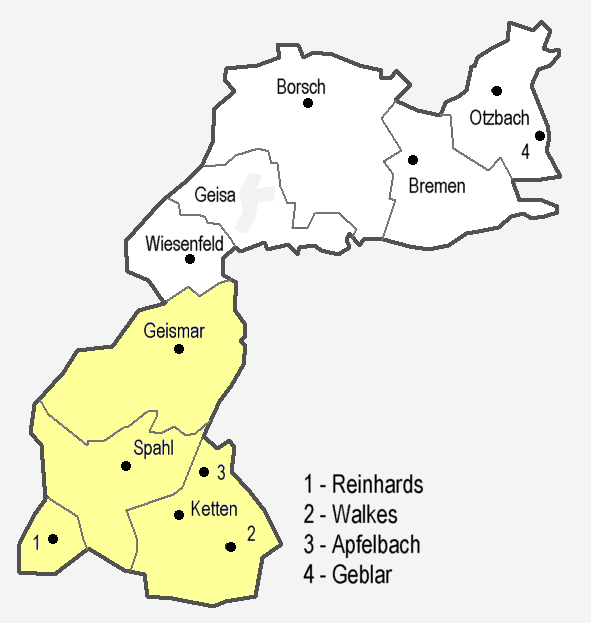
Рокенштуль на карте городского округа
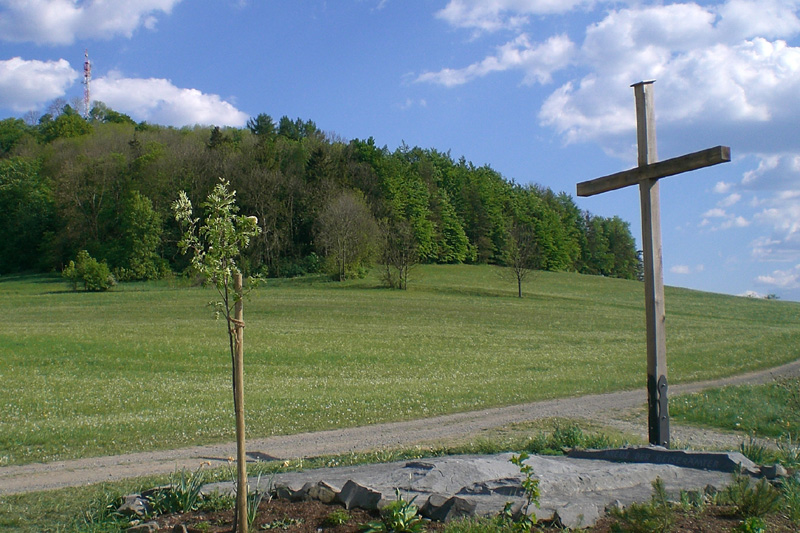
Памятный крест